# BSA J-serie
De BSA J-serie was een serie 500cc-motorfietsen die het Britse merk BSA produceerde van 1933 tot 1937.

## Voorgeschiedenis
Eind jaren twintig begon het Britse War Office te zoeken naar een opvolger voor het Triumph Model P, dat sinds 1925 dienst deed als standaard-legermotor. Men zocht het vooral in de stillere tweecilinders en testte onder meer de 350cc-Douglas en de 400cc-Matchless Silver Arrow.

## J-serie

### Typebenaming
Al sinds 1925 voegde BSA het productiejaar toe aan de modelaanduidingen. Zo kreeg bijvoorbeeld het BSA Model H2 de nieuwe naam BSA Model H25. In 1936 veranderde dit systeem. Nu kregen de machines een letter voor het model, een getal voor het bouwjaar en een tweede getal voor de plaats in de catalogus. Zo kreeg de BSA H29 De Luxe in 1930 de naam BSA H30-10 De Luxe. Ze stond dus als tiende in de catalogus. In 1936 veranderde het systeem opnieuw. Het bouwjaar kwam te vervallen. De BSA J35-12 van 1935 kreeg in 1936 de naam BSA J12.

### BSA Model J War Office Twin
In 1933 bouwde BSA haar eerste V-twin met kopklepmotor, de Model J War Office Twin. Het prototype werd voor tests aangeboden aan het MWEE (Mechanical Warfare Experimental Establishment) en bleek uit zes kandidaten de beste. Gedurende enkele jaren was deze machine inderdaad een van de Britse standaard-legermotoren. Tussen 1933 en 1937 werden ongeveer 700 War Office Twins geleverd. Een aantal werd in 1939 met de British Expeditionary Force verscheept naar Noord-Frankrijk, waar ze na de Operatie Dynamo in 1940 achtergelaten moesten worden in Duinkerke.
Toch was het MWEE niet tevreden over de machine. Tijdens de eerste test was al grote slijtage aan cilinders en zuigers geconstateerd en bij volgende tests in december 1933 en april 1935 was er weer grote slijtage en bij een machine ging het big-end stuk. De machine was ook te zwaar en in 1935 kreeg ze een lichter zweefzadel, een veel kleinere tank, lichtere vliegwielen, een lichtere versnellingsbak, een lichter frame en de bagagedrager werd verwijderd. Het leverde echter een besparing van slechts 10 kg op en uiteindelijk koos het War Office voor de meer conventionele zijkleppers BSA W-M20 en de Norton 16H. BSA mocht nog wel V-twin-zijspantrekkers leveren, de 1.000cc-BSA G14 WD zijklepper die werd ingezet als mitrailleurdrager.

#### Motor
De motor was een dwarsgeplaatste, luchtgekoelde V-twin-kopklepmotor met een blokhoek van 45° en stoterstangen om de kleppen te bedienen. Kleppen en klepveren zaten in de rijwind vanwegde de benodigde koeling. De stoterstangen waren weggewerkt in twee buizen, wat de indruk wekte dat het om koningsassen ging en dus ook bovenliggende nokkenassen. Bij de latere burgeruitvoeringen van de BSA J-serie, maar ook van de 350cc-BSA R-serie en de 250cc-Model B-serie, was dit een verkoopargument. De krukas had een enkele big-end pen, waarop beide drijfstangen in dubbele kogellagers draaiden. De cilinders stonden in lijn, maar de boringen waren versprongen om in lijn met de krukaslagers te blijven. De boring bedroeg 63 mm, de slag 80 mm, dezelfde maten als de 250cc-eencilinders B33-1, B33-2 en B33-3 Blue Star Junior. De cilinderinhoud kwam daardoor op 498,8 cc. In het distributiecarter dreven zes tandwielen de vier nokkenassen aan. De motor had een dry-sump-smeersysteem, maar had als eerste BSA een olietank. De andere modellen hadden een apart compartiment aan de voorkant van het carter waarin de olie werd bewaard. Een dubbele tandwielpomp zorgde voor de smering. Via het distributiecarter werd ook de Alton-magdyno voor de ontsteking en de stroomvoorziening aangedreven.

#### Transmissie
Op het linker uiteinde van de krukas zat een transmissiedemper en de primaire aandrijving werd verzorgd door een ketting in een gesloten kettingkast. De machine had een meervoudige droge plaatkoppeling en een handgeschakelde drieversnellingsbak waar ook de kickstarter op zat. Er werd echter al snel, ook voor het militaire model, een ombouwset voor voetschakeling geleverd. De secundaire aandrijving ging via een ketting in een gesloten kettingkast.

#### Rijwielgedeelte
De machine had een dubbel wiegframe en de voorvering werd verzorgd door een parallellogramvork uit eigen huis die werkte volgens het Girder-principe met een enkele centrale veer. Er werden twee frictiedempers gebruikt, een voor de demping en een als stuurdemper. Achtervering was er niet. Voor en achter zaten trommelremmen.

### J34-11, J35-12 en J12
In 1934 bracht BSA een civiele versie op de markt, de J34-11. Dit model had de van BSA bekende verchroomde tank met flanken in Brunswick Green en het instrumentenpaneel inclusief de snelheidsmeter op de tank. De machine was al omgebouwd voor voetschakeling, want het was een sportmotor (for fast solo work). Ze had ook vier versnellingen. De uitlaatdempers waren aan de rechterkant boven elkaar gemonteerd. De J35-12 van 1935 werd op een aantal punten gewijzigd. Het aparte voetschakelmechanisme was nu een geheel met de versnellingsbak en de snelheidsmeter zat op het stuur. Ook de voorvork was vernieuwd. De schommels waren zo ontworpen dat het wiel recht op en neer veerde. Was eerst het achterwiel nog snel uitneembaar, dat gold nu ook voor het voorwiel omdat de remkabel - naar voorbeeld van het War Office-model - snel kon worden losgekoppeld. Het stuur was in rubbers gemonteerd en de inlaatklepveren waren nu ingesloten. De uitlaatklepveren moesten extra gekoeld worden en bleven in de rijwind liggen. In 1936 veranderde de naam in J12. Nu kreeg de motor nikkel-chroom gietijzeren cilinders om de slijtageklachten tegen te gaan.

## Einde productie
In 1937 stond de J-serie niet meer in de catalogus. Dat had een aantal redenen. De machine was met haar 22 pk niet veel sterker dan een 500cc-eencilinder maar wel veel duurder en zwaarder en met slechts 125 km/uur ook niet sneller. BSA probeerde het tij nog te keren met de militaire 750cc-BSA J35-15 War Office V-twin, waaruit later de BSA Y13 zou worden ontwikkeld, maar ook dat werd geen succes. Daar kwam nog bij dat Val Page nu de scepter zwaaide op de ontwikkelingsafdeling. Hij was in 1936 overgekomen van Triumph en liet een groot aantal modellen vervallen. Page haalde in 1939 ook de Y13 uit de catalogus.

## Afbeeldingen

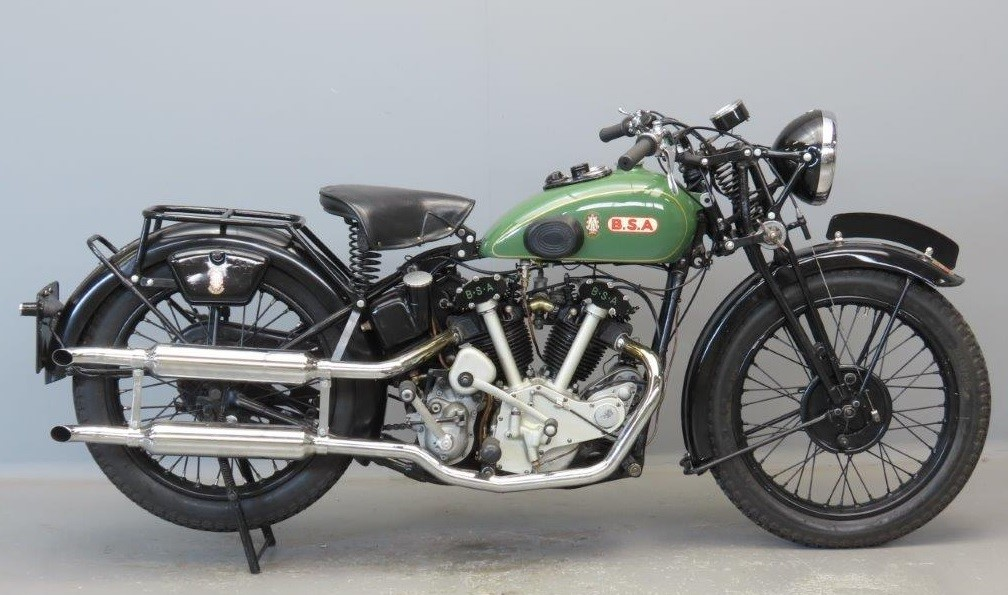
J34-11 uit 1934.
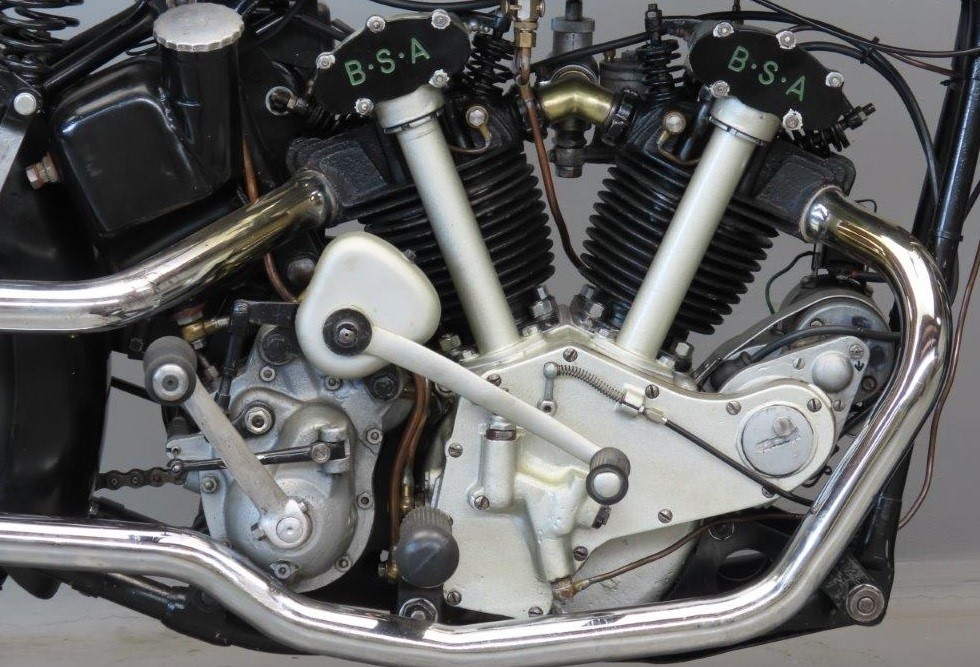
Het blok van 1934, met helemaal rechts de aandrijving van de magdyno, de buisjes voor de stoterstangen, de hooggeplaatste ombouwset voor de voetschakeling, de vierversnellingsbak met kickstarter en linksboven de olietank.
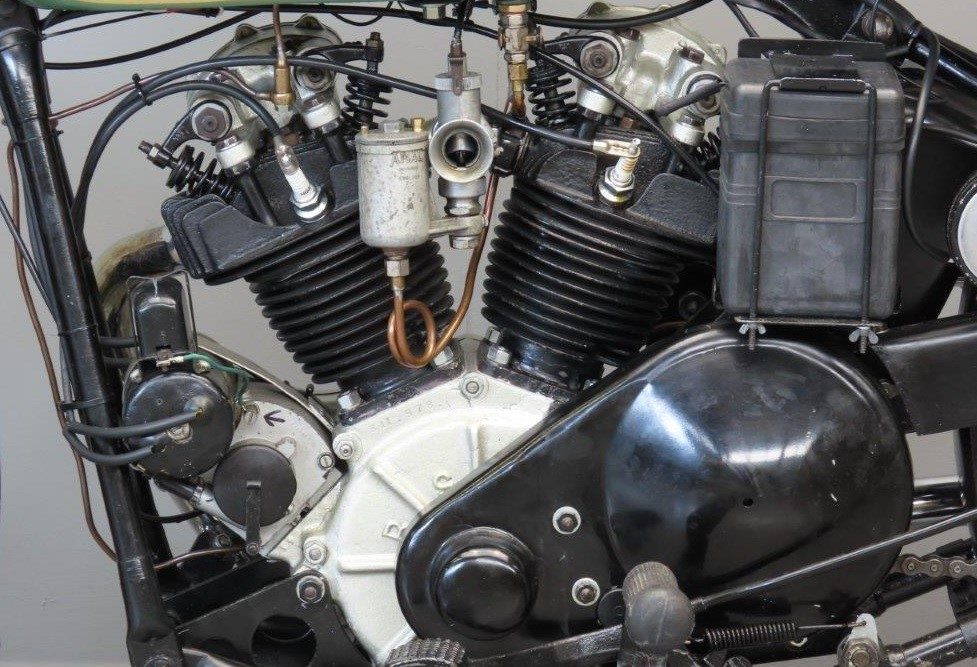
De linkerkant van het blok van 1934, met de openliggende klepveren, de Amal Standard-carburateur en rechtsboven de accu. De uitstulping op de kettingkast boven het rempedaal bevat de transmissiedemper.
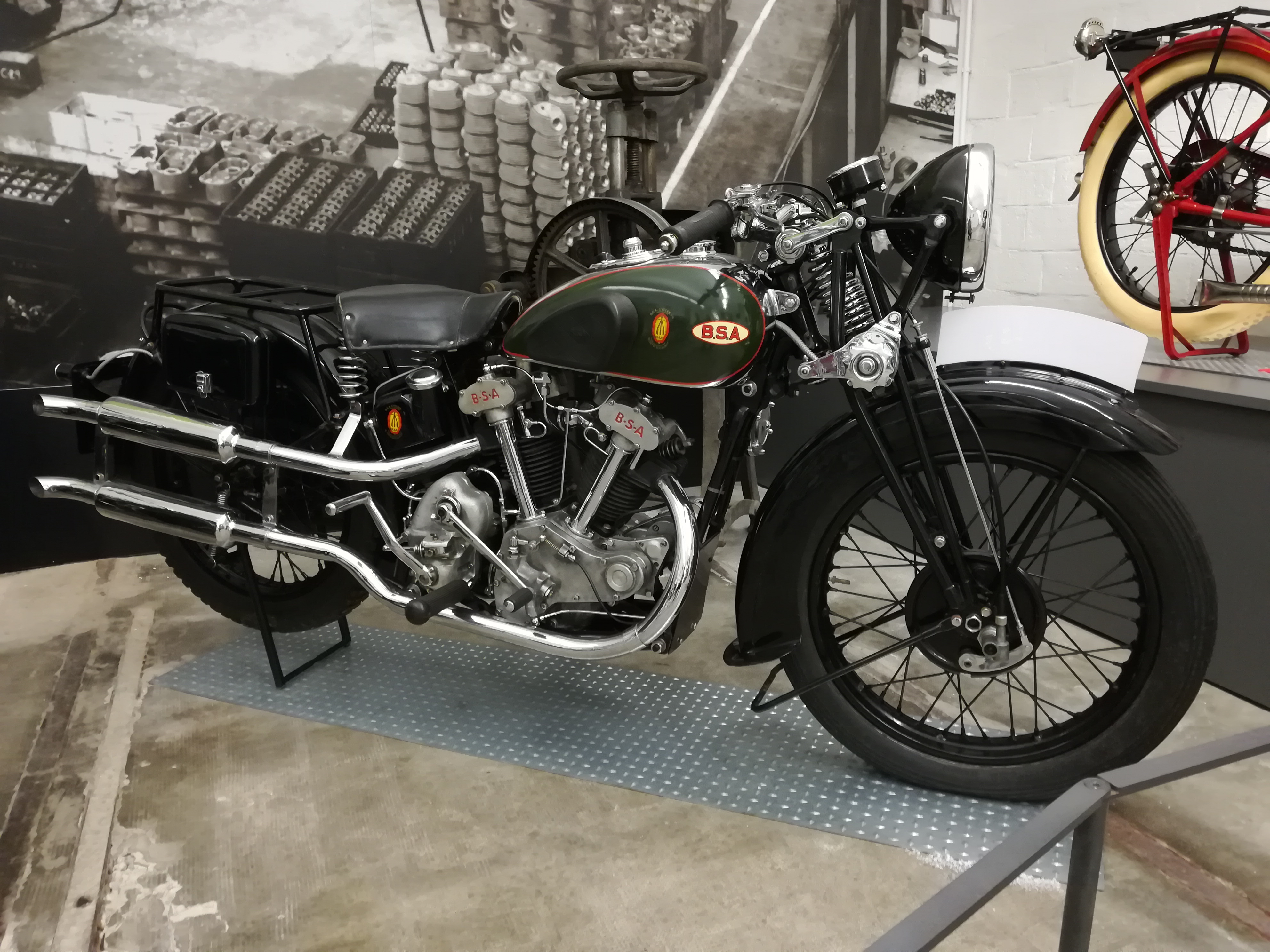
Bij de J12 van 1936 was het schakelmechanisme een geheel met de versnellingsbak.